# Frank Arnold

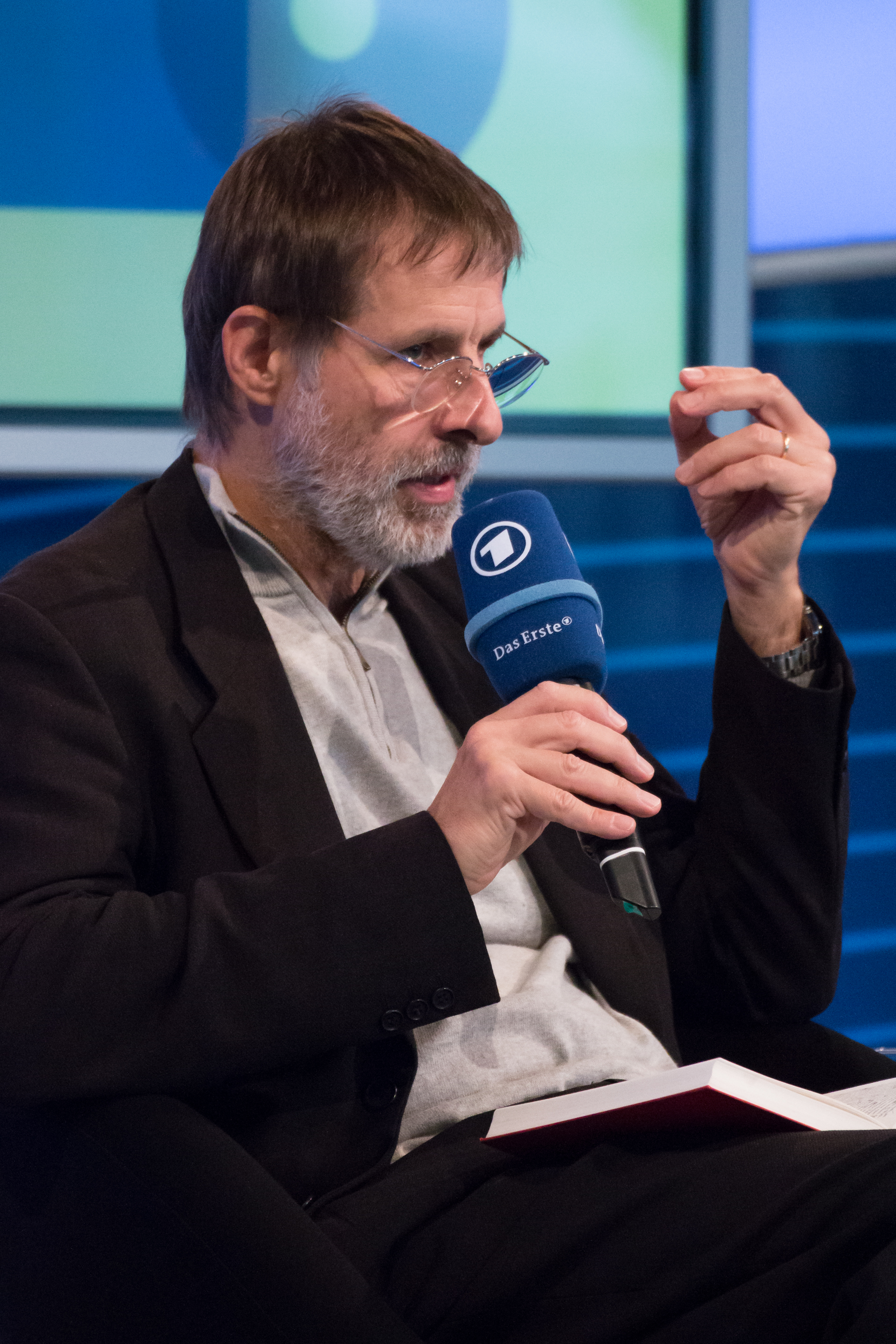
Arnold auf der Frankfurter Buchmesse 2014

Frank Arnold (* 1957 in Berlin) ist ein deutscher Sprecher, Schauspieler, Dramaturg und Regisseur. Bekannt ist er vor allem als Sprecher zahlreicher Hörbücher, Dokumentarfilme und der TV-Kulturmagazine Aspekte und Titel Thesen Temperamente.

## Leben
Arnold wuchs in einer vom Theater geprägten Familie auf, mit einem Opernsänger als Vater und einer Maskenbildnerin als Mutter. Er studierte Philosophie und Theaterwissenschaften an der FU Berlin und anschließend Schauspiel an der Hochschule für Schauspielkunst Berlin.
Schon in jungen Jahren sammelte Arnold Erfahrungen als Assistent von Samuel Beckett am Schillertheater und Eduard von Winterstein am Deutschen Theater. Später inszenierte er an Theatern und Opern (z. B. Boris Blacher, Kurt Weill und Verdi), unter anderem in Berlin, Wien, München und Seoul (Koreanisches Nationaltheater). Zum Sprechen kam er in jungen Jahren durch eine Probe beim SFB. Er war immer wieder als Sprecher tätig und intensivierte dies später.

## Auszeichnungen
- 2014 Deutscher Hörbuchpreis als bester Interpret. Für Landgericht von Ursula Krechel, AUDIOBUCH Verlag, Freiburg.

## Hörbücher (Auswahl)
- Anthony Powell: Ein Tanz zur Musik der Zeit. speak low, Berlin 2017–2021, 12 CDs.
- Andrea Camilleri: Das launische Eiland. AUDIOBUCH Verlag, Freiburg 2002, 3 CDs (ungekürzt), ISBN 3-933199-90-5 bzw. ISBN 3-89964-146-9
- Ilija Trojanow: Der Weltensammler. AUDIOBUCH Verlag, Freiburg 2006, 7 CDs (496 Min.), ISBN 978-3-89964-204-9
- Peter James: Stirb ewig. AUDIOBUCH Verlag, Freiburg 2006, 7 CDs (ungekürzt), ISBN 3-89964-178-7
- Martin Mosebach: Der Mond und das Mädchen. Hörbuch Hamburg, Hamburg 2007, 5 CDs (359 Min., ungekürzt), ISBN 978-3-89903-476-9.
- C. W. Ceram: Götter, Gräber und Gelehrte. Roman der Archäologie. AUDIOBUCH Verlag, Freiburg 2008, 12 CDs (ungekürzt), ISBN 978-3-89964-322-0
- Walter Isaacson: Steve Jobs: Die autorisierte Biografie des Apple-Gründers. Random House Audio, Köln 2011, 8 CDs (560 Min., gekürzt), ISBN 978-3-8371-1373-0
- Ursula Krechel: Landgericht. AUDIOBUCH Verlag, Freiburg 2012, 8 CDs (580 Min.), ISBN 978-3-89964-482-1
- Rüdiger Safranski: Goethe. Kunstwerk des Lebens. Random House Audio, Köln 2013, 8 CDs (618 Min., gekürzt), ISBN 978-3-8371-2320-3
- Noah Gordon: Der Medicus. Übersetzung Ulrike Wasel und Klaus Timmermann, Random House Audio, Köln 2013, 8 CDs (600 Min, gekürzt), ISBN 978-3-8371-2183-4.
  - auch ungekürzt als mp3-Download (1700 Min.), ISBN 978-3-8371-2199-5
- Robert Harris: Dictator. Übersetzung von Wolfgang Müller, Random House Audio 2015, 6 CDs, 7 h 45 min (gekürzt), ISBN 978-3-8371-3169-7.
  - auch ungekürzt als Download erhältlich, 16 h 6 min, ISBN 978-3-8371-3170-3.
- Robert Harris: Konklave. Übersetzung von Wolfgang Müller, Random House Audio 2016, 1 MP3-CD, 7 h 45 min (gekürzt), ISBN 978-3-8371-3988-4.
  - auch ungekürzt als Download erhältlich, 10 h 13 min.
- David Graeber, David Wengrow: Anfänge: Eine neue Geschichte der Menschheit. Übersetzung von Helmut Dierlamm, Klett-Cotta Verlag 2022, ISBN 978-3-608-11841-4, als Hörbuch Audible Studios 2022
- Wolfgang Schäuble: Erinnerungen: Mein Leben in der Politik. Klett-Cotta Verlag 2024, ISBN 978-3-608-98704-1
- Papst Franziskus: Hoffe. Die Autobiographie. Übersetzung Elisabeth Liebl, Der Audio Verlag 2025, ISBN 978-3-7424-3457-9

## Hörspiele
- 1982: Alicia Alicorn: Mit tödlicher Sicherheit – Regie: Michael Peter (Hörspiel – Bayerischer Rundfunk)
- 1990: Horst Bosetzky/Steffen Mohr: Schau nicht hin, schau nicht her – Regie: Ulrike Brinkmann (Hörspiel – RIAS Berlin)
- 2008: Helmut Berschin: Hesitationsphänomene – Oder: Die deutsche ÄH-Klasse – Regie: Klaus-Michael Klingsporn (Feature – DKultur)
- 2015: Christoph Güsken: Gotteskrieger – Regie: Klaus Michael Klingsporn (Kriminalhörspiel – DKultur)

## Hörfunk-Features / -Dokumentationen (Auswahl)
- 2010: Eher regnet es Tinte – Der Mordfall Hagedorn und ein verbotener Film – Autor: Thomas Gaevert – SWR2-Feature, 55 Min.